# ふたり 私たちが選んだ道
『ふたり 私たちが選んだ道』（ふたり わたしたちがえらんだみち）は2003年8月23日の『24時間テレビ26 「愛は地球を救う」あなたを一番愛する人…』（メインパーソナリティ・TOKIO）の中で放送されたスペシャルドラマ。主演は長瀬智也。
結婚後間もなく交通事故により下半身不随となってしまった夫と彼を支える妻との愛の物語。

## キャスト
- 鎌形芳行：長瀬智也
- 鎌形睦美：深田恭子
- 高木鈴：松浦亜弥
- 鎌形敏行：石丸謙二郎
- 鎌形久仁子：大川栄子
- 立花療法士：姜暢雄
- 北野園枝：宮崎美子
- 神谷健：内藤剛志
- 神谷雪子：木村理恵
- 北野竹次郎：渡辺徹
- 古川靖：山崎一
- 倉ノ内隆：石橋祐
- 峯村リエ、森川数間、河野洋一郎、若松力、てらだちなつ、津田真澄　ほか

## スタッフ
- 原作：鎌形睦美『ふたり-私たちが選んだ道』（中央出版刊）
- 脚本：水橋文美江
- 演出：吉野洋
- 音楽：溝口肇
- 音響効果：仲西匡
- チーフプロデューサー：梅原幹
- プロデューサー：櫨山裕子、長沼誠、中山秀一、大野秀樹
- 製作協力：5年D組
- 製作著作：日本テレビ

## DVD
- 24HOUR TELEVISION スペシャルドラマ2003 ふたり〜私たちが選んだ道〜（2004年2月25日、バップ、製品番号：VPBX-12006）